# 维哥湾
维哥湾（西班牙語：Ría de Vigo），是西班牙西北部（加利西亚地区）的一个海湾。海湾沿岸有维哥、雷东德拉等城市以及数座古要塞。1702年，西班牙珍宝船队在维哥湾海战中于此处被英荷联合舰队所摧毁。部分珍宝（主要是美洲白银）和货物沉入了海湾中。